# Roman de Flamenca

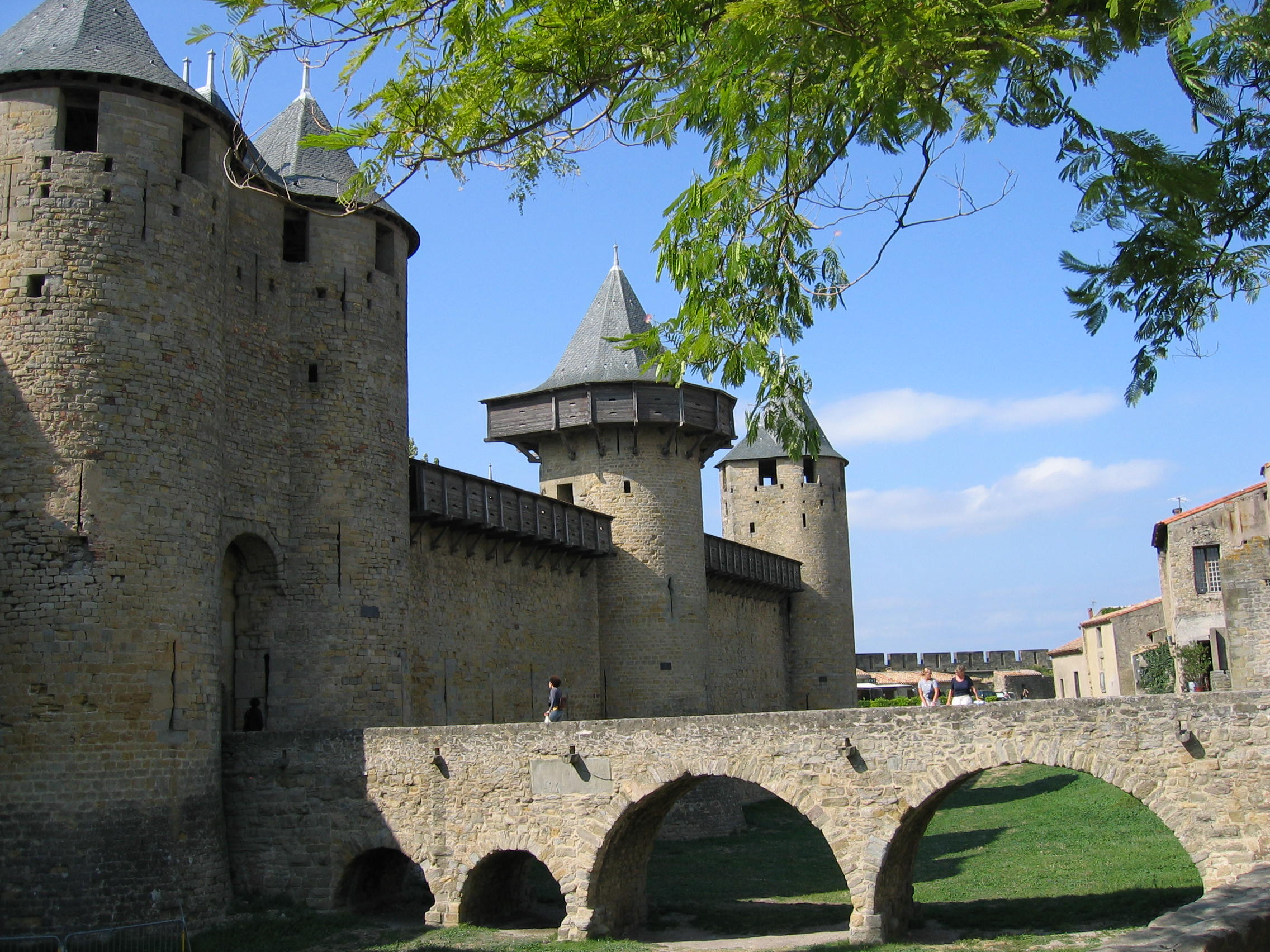
Carcassonne, che ha restituito l'unico manoscritto del Roman de Flamenca.

Il Roman de Flamenca è uno dei più noti romanzi della letteratura medievale in lingua occitana. Non si hanno notizie certe riguardo a questa opera, il cui testo è trasmesso da un unico testimone manoscritto, conservato nella Biblioteca comunale di Carcassonne.
L'autore di quest'opera fu un provenzale, rimasto per noi anonimo, attivo forse alla corte di un barone della famiglia de Roquefeuil, probabilmente poco dopo la metà del XIII secolo. Qualcuno ha voluto indicare il nome di Peire Rogier ma questo comporterebbe che la sua scrittura, intorno al 1234–1235, sarebbe opera di un novantenne, cosa difficilmente credibile. È possibile, invece, che il vero autore del Roman de Flamenca imitasse il dialogo delle poesie di Peire Rogier. Quella che potrebbe essere l'unica blanda allusione a sé stesso sembra restituire, per l'autore, il nome di Bernardet, senza altre indicazioni.
Il Roman de Flamenca fu scoperto solo nella prima metà del XIX secolo: François Raynouard, nel 1834, pubblica alcuni passaggi del romanzo accompagnati da traduzione, ma bisognerà aspettare il 1865 perché se ne abbia un'edizione completa a cura del filologo Paul Meyer e perché l'interesse degli studiosi inizi a rivolgersi a questo vero e proprio capolavoro della letteratura provenzale medievale.

## Titolo
Il manoscritto di Carcassonne presenta diverse lacune, essendo completamente privo, in particolare, dei primi fogli del romanzo. Per questo motivo, esiste grande incertezza su quale sia il vero titolo: è probabile, come a volte riportato in letteratura, che fosse Las Novas de Guillem de Nevers (o Nivers), tuttavia l'opera è conosciuta come Roman de Flamenca, dal nome della protagonista. La stessa incertezza riguarda il nome dell'autore, che probabilmente allude a sé stesso (come già detto, col solo nome di Bernardet) e al suo mecenate in uno dei versi del romanzo.

## Datazione

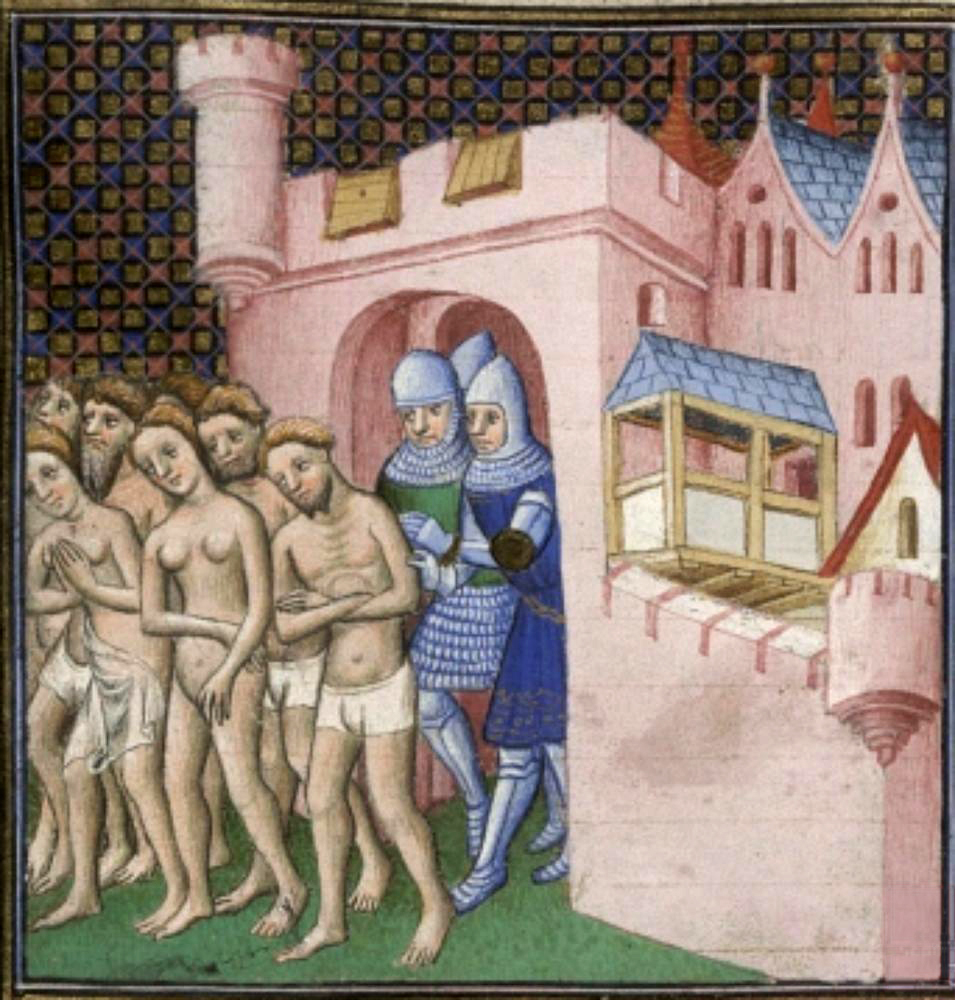
I catari espulsi da Carcassonne nel 1209: la crociata contro gli Albigesi segnò la fine del mondo trobadorico.

Il testo presuppone nell'autore una certa conoscenza dell'esperienza trobadorica, che si andava ridimensionando attorno agli anni venti del XIII secolo, a seguito della crociata contro gli Albigesi voluta da papa Innocenzo III e a seguito del Trattato di Parigi, col quale si annette la Provenza alla Francia del Nord. Difficile tuttavia spiegare la scarsa circolazione dell'opera supponendo un qualche tipo di censura. In generale, la narrativa occitana ha lasciato tracce molto scarse.
L'argomento della storia è quello del geloso punito, già al centro di due novelle che precedono la stesura del romanzo, ovvero il Castia-Gilos di Raimon Vidal de Besalú e le Novas del papegai di Arnaut de Carcassés. La storia del Castia-Gilos funge da exemplum: un nobile signore, preso dalla gelosia per la sposa, in realtà a lui fedele, decide di metterla alla prova. La sposa finisce così per tradire il marito.

## Trama
Il romanzo racconta la storia di Flamenca, una giovane donna che si sposa con Archimbaut, spinta dal padre. Siamo nel XIII secolo e la vicenda si svolge nella città termale di Bourbon. Flamenca viene presentata come una donna bellissima, bionda, solare, intelligente e ricca di virtù; mentre Archimbaut si mostra subito come un uomo esperto del mondo, impaziente, poco cortese.
Dopo la festa di nozze, descritta con dovizia di particolari, la sposa raggiunge Archimbaut a Bourbon e riceve la visita del re e della regina. Qui si verifica un episodio che scatena la gelosia di Archimbaut: il re, durante il torneo, espone una manica femminile sulla lancia e tratta con particolare gentilezza la giovane Flamenca.
La regina, molto turbata, convoca Archimbaut e gli espone i propri dubbi sul comportamento della giovane: il novello sposo diventa gelosissimo. Decide  di rinchiudere Flamenca in una torre, dove vivrà con due ancelle - Alis e Margarita - e uscirà solo per recarsi alle terme e in chiesa.
In occasione di una di queste sortite, Flamenca incontra, in chiesa, Guillelm de Nevers, un giovane bello e colto, che ha studiato alla Sorbona, e che ne intravede la bellissima "boccuccia" baciata dal sole, in una singolare circostanza, quando la fanciulla, durante il rito religioso, scopre per un attimo il velo per sputare in terra. Incuriosito dalla visione e dalla storia della giovane, decide di conoscerla finendo per innamorarsene a distanza, secondo un topos della poesia trobadorica e in particolare della poesia di Jaufré Rudel. Guillelm prende una stanza nella pensione dei bagni termali: da lì può vedere in ogni momento la torre in cui vive Flamenca. Per poter incontrare la donna amata, Guillelm decide di farsi chierico e inizia a servir messa: l'unico attimo in cui può avvicinare la donna è il momento dello scambio del segno di pace, durante la celebrazione della messa.
Solo per un istante i due possono parlarsi: con un "ahimè!", da lui pronunciato, inizia un dialogo bisillabico che va avanti per diversi mesi, fino a quando i due prendono la decisione di incontrarsi. Attraverso uno stratagemma, Guillelm fa costruire una galleria che congiunge la sua camera con i bagni termali e raggiunge così l'amata alle terme. La loro storia d'amore segreta va avanti per diverso tempo, fino a quando Flamenca manda l'amato a compiere imprese degne di lode; nel frattempo, Archimbaut rinsavisce e, durante un torneo, conosce Guillelm, fino ad apprezzarne le doti fisiche e morali.
Quando Archimbaut organizza un torneo a corte e invita anche Guillelm, si stringe nuovamente il rapporto tra i due amanti e Flamenca può tornare ad essere la dama della corte e recuperare la sua dignità: potrà amare liberamente Guillelm, all'interno della corte, secondo i canoni della poesia trobadorica, e stare al fianco del marito.

## L'opera nel contesto sociale
Il Roman de Flamenca è probabilmente uno degli affreschi più vivaci e diretti della vita nelle corti provenzali del XII secolo: infatti, pur risalendo alla metà del Duecento, esso ci racconta una vicenda che risale ad un passato vissuto dall'autore con una certa nostalgia, nell'intenzione di recuperare almeno in parte dei valori particolarmente importanti, quali la cortesia, il rispetto per la donna e la virtù sociale.
Il Roman, infatti, spiega con una chiarezza impeccabile quali fossero gli equilibri di una società in cui gli individui sono fortemente connessi gli uni agli altri, e in cui la donna riveste un ruolo centrale, a cavallo tra il pubblico e il privato. La donna, soprattutto se nobile, è perno degli affetti, delle ammirazioni, delle virtù più profonde, e deve essere rispettata e lasciata libera di potersi comportare con disinvoltura all'interno di una corte che non prevede una stretta proprietà dell'uomo nei suoi confronti, ma le aspirazioni d'amore, per quanto sublimate dai soli sguardi e dalle parole, devono avere luogo e non è pensabile un rapporto amoroso chiuso, determinato dunque dalla gelosia.
Questo difetto del marito di Flamenca, dunque, si ripercuote negativamente sull'intera vita sociale sua e della sua famiglia: relegando la moglie in quella torre di silenzio e frapponendo fra lei e la società un muro, egli rinnega quei profondi e condivisi valori che strutturano la vita di corte, ed è per questo che il rinsavimento di N'Archimbaut segna il trionfale ritorno alla vita di Flamenca, la quale si libera dal rapporto semi-clandestino e non sociale con Guillem.
Inoltre, ed è importante sottolinearlo, il ruolo della protagonista è spregiudicato e assolutamente indipendente, e tramite l'astuzia e la connivenza con le sue ancelle, riesce ad ottenere una parziale libertà, grazie alla quale si adopera per riaprirsi alla vita nel senso più ampio.
Determinata e colta, Flamenca è già un'eroina protomoderna che si muove in un contesto ormai a noi difficilmente accessibile in tutte le sue sfumature, e ci riporta in quel Medioevo provenzale, letterario e moralmente sereno poi strenuamente combattuto dalla chiesa con la persecuzione contro gli albigesi di inizio Duecento.
I suoi affreschi sociali, narrati con una lingua poetica e dalla complessa struttura interna, sono tra le parti migliori: basti pensare alla grande descrizione dello spettacolo dei giullari, che rende con una vivacità giocosa la complessità di un mondo, in un certo senso parallelo a quello delle corti, ma dentro di esse profondamente coerente.
È un'opera che, benché mutila anche della sua parte finale, rende con straordinaria vivacità il senso nostalgico di una società ormai tramontata in nome di un'uniformità culturale che portò all'ostracismo anche la lingua d'oc, grande mezzo di una poesia e di una narrativa senza pari nella sua epoca.

## Influenza culturale
- il Roman de Flamenca è stato d'ispirazione all'album El mal querer (2018) della cantante spagnola Rosalía.